# 王希增
王希增，一作王希曾，山西静樂人，明朝政治人物、进士。

## 生平
洪武二十年，鄉試中舉。洪武二十一年（1388年）戊辰科進士，授都察院副都御史。